# Piskavica (Republika Serbska)
Piskavica (cyr. Пискавица) – wieś w Bośni i Hercegowinie, w Republice Serbskiej, w mieście Banja Luka. W 2013 roku liczyła 2617 mieszkańców.